# Henry Hunt (homme politique)
Pour les articles homonymes, voir Henry Hunt et Hunt.
Henry Hunt, dit Hunt l’Orateur, né à Upavon (Wiltshire) le 6 novembre 1773 et mort le 15 février 1835 à New Alresford (Hampshire), est un homme politique radical anglais.

## Biographie
Un des plus riches fermiers de son pays, Hunt parcourut l’Angleterre, prêchant partout la réforme parlementaire et l’abolition des lois sur le blé, provoquant des attroupements qui devinrent souvent menaçants.
Arrêté à la suite de la manifestation du 16 août 1819 sur le terrain de St Peter’s Fields à Manchester qui devint le massacre de Peterloo, il fut condamné, en 1820, à 30 mois d’emprisonnement qu’il mit à profit pour rédiger A Peep into Prison, une description de la situation carcérale.
Il parvint enfin, après plusieurs tentatives infructueuses, à se faire élire à la Chambre des communes, en 1831, y proposant, en 1832, la première pétition en faveur du suffrage des femmes au Parlement qui suscita force hilarité, commentaires égrillards et hostilité de la part cette auguste assemblée. Sa tentative de réélection, en 1833, se solda par un échec.

## Œuvres
- (en) A Peep into Prison, or, The inside of Ilchester Bastile, London, T. Dolby, 1821